# Aleucis
Aleucis is een geslacht van vlinders van de familie spanners (Geometridae), uit de onderfamilie Ennominae.

## Soorten
- A. distinctata

Prunusspanner (Herrich-Schäffer, 1839)
- A. orientalis (Staudinger, 1892)